# Scolopendridae
Scolopendridae (do grego σκολόπενδρα para o latim skolopendra), conhecida comumente como lacraia ou centopeia, é uma família biológica de animais quilópodes.

## Distribuição
Existem no Brasil cerca de dez espécies segundo Barroso et al, 2001 são as principais: a Scolopendra viridicornis, S. subspinipes, Otostigmus scabricauda, Cryptops iheringi e Octocryptops ferrugineus. Ainda segundo este autor a S. viridicornis é a mais comum no Brasil.

## Descrição
Algumas espécies chegam a ter quase 50 centímetros de comprimento e estão presentes em todos os continentes. As centopeias geralmente têm coloração marrom, mas podem apresentar uma ampla variedade de cores.
Possuem o corpo dividido em cabeça e tronco. Na cabeça, possuem um par de antenas articuladas, dois pares de maxilas, um par de forcípulas, onde estão as glândulas de peçonha (o aguilhão, aparelho inoculador de veneno), e um conjunto de olhos simples.
O tronco é formado por numerosos segmentos, cada um com um par de pernas articuladas. No último segmento do corpo estão localizados o aparelho genital e um par de apêndices anais. As patas de cada segmento não se movem simetricamente, como nos miriápodes, mas sim num sistema geral no qual um grupo de patas produz apenas um apoio e empuxo, o que lhes confere muito mais rapidez.

## Ecologia
São animais terrestres, de hábitos notívago, passando a maior parte do dia escondida em ambientes úmidos, sob folhas e cascas de árvores, sendo ocasionalmente encontradas dentro das casas.

### Alimentação
Alimentam-se basicamente de larvas de besouros, minhocas, vermes, entre outros, que são capturados vivos, imobilizados e inoculados por peçonha. A centopeia é, por sua vez, presa de corujas, ouriços, musaranhos e sapos. 
Considerada um animal peçonhento, a lacraia ou centopeia pode produzir acidentes dolorosos para o ser humano, frequentemente ocorridos na manipulação de objetos onde este animal estava escondido. O quadro clínico não é grave, variando de acordo com o número de picadas, e da sensibilidade a peçonha por parte da vítima.
As lacraias são quilópodes, animais de sexos separados cujo desenvolvimento pode ser direto ou indireto. No início da primavera a fêmea deposita de 15 a 50 ovos que medem cerca de 1mm de diâmetro em torno dos quais se enrola e deles cuida por cerca de quatro semanas, findas as quais, eclodem os filhotes idênticos à mãe. Neste período a centopeia fica muito vulnerável.
As centopeias são organismos super adaptados, tanto que uma espécie com 15 pares de patas originária do mediterrâneo se expandiu por todo o hemisfério norte.

## Peçonha
As centopeias são predadores muito eficientes, algumas espécies são capazes de comer pequenos roedores, anfíbios e até mesmo serpentes. Têm o comportamento típico de levantar a cauda, quando ameaçadas. No entanto, não é na cauda que se encontram os ferrões e sim nos maxilípedes que é um par de patas adaptado como mandíbula inoculadora de peçonha.
A peçonha da espécie Scolopendra subspinipes provocam dor e inchaço extremos e causaram uma fatalidade relatada. Descobriu-se que o veneno de certas espécies de Scolopendra contém compostos como a serotonina, a fosfolipase hemolítica, uma proteína cardiotóxica e uma citolisina.
Um youtuber e naturalista amador Coyote Peterson foi picado por uma Scolopendra heros, vulgarmente conhecida como a centopeia gigante do deserto, e declarou que a picada dela foi a mais dolorosa e perigosa que ele já recebeu de um animal, incluindo o da Pompilidae, formiga-cabo-verde e o monstro-de-gila.

## Uso por humano
É um mito popular que elas transmitem doenças. Ao contrário, na Coreia e toda a Indochina, lacraias secas ao sol são consumidos como remédio. Pesquisas com espécies utilizadas na medicina tradicional chinesa identificaram a presença de alcaloide "scolopendrina" e pesquisas com um peptídeo isolado de sua peçonha revelaram um potente efeito analgésico.
A lacraia ou centopeia, assim como outros invertebrados serviam de alimento também para os nativos do Novo Mundo. Indígenas de Pernambuco do século XVII retiravam as vísceras das centopeias e as comiam.